# 北海道道952号山花鶴丘線

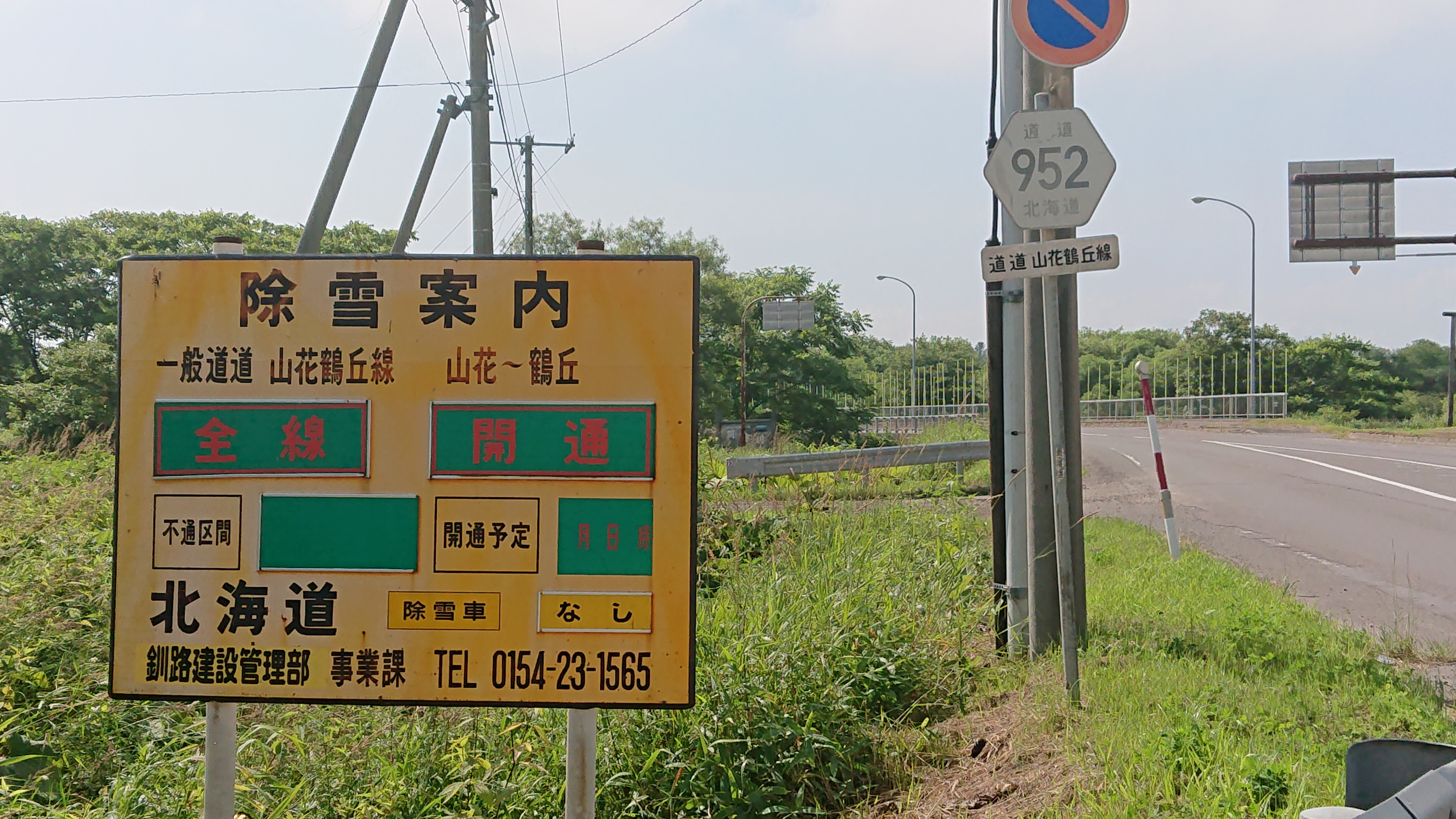
北海道道952号山花鶴丘線（釧路市山花）

北海道道952号山花鶴丘線（ほっかいどうどう952ごう やまはなつるおかせん）は、北海道釧路市を結ぶ一般道道である。

## 概要

### 路線データ
- 起点：北海道釧路市山花（北海道道666号徹別原野釧路線交点）
- 終点：北海道釧路市鶴丘（国道240号・北海道道65号釧路空港線交点）
- 総延長：3.530 km
- 実延長：3.265 km
- 重用延長：0.265 km

### 道路管理者
- 釧路総合振興局 釧路建設管理部 事業課

## 歴史
- 1978年（昭和53年）5月6日 - 路線認定[1]。

## 路線状況

### 道路施設

#### 主な橋梁
- 山花橋（98 m、阿寒川、釧路市山花14線）

## 地理

### 通過する自治体
- 釧路総合振興局
  - 釧路市

### 交差する道路
釧路市
- 北海道道666号徹別原野釧路線 - 山花14線（起点）
- 北海道道222号雄別釧路線 - 山花13線
- 道東自動車道 釧路空港インターチェンジ - 山花
- 国道240号 - 鶴丘8線（終点）
- 北海道道65号釧路空港線 - 鶴丘8線（終点）